# Primera Liga de Tayikistán
La Primera Liga de Tayikistán (en tayiko: Лигаи якуми Тоҷикистон), (en ruso: Первая лига Таджикистана) es la segunda división de fútbol de Tayikistán, organizada por la Federación de Fútbol Nacional y adscrita a la Confederación Asiática de Fútbol. Fue fundada en 1992, cuando la Unión Soviética se disolvió y Tayikistán se convirtió en un estado independiente. Se refundó en 2004.

## Formato
Actualmente consta de 12 equipos, se juega a dos rondas entre todos los equipos, a ida y vuelta. Se otorgan tres puntos por victoria, uno por empate y ninguno en caso de derrota. Al término de la temporada regular, el equipo que más puntos obtiene se proclama campeón y con el subcampeón ascienden a la Liga de fútbol de Tayikistán.

## Clubes de la temporada 2020

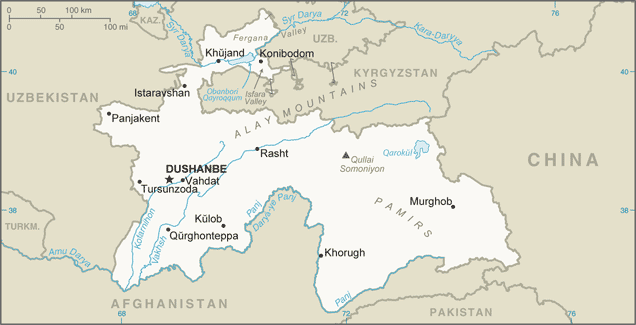
Tayikistán.

| Equipo              | Ciudad      | 2019     |
| ------------------- | ----------- | -------- |
| Barkchi             | Dusambé     | 4.º      |
| Eskhata Khujand     | Khujand     | 5.º      |
| Hulbuk Vose         | Hulbuk      | 10.º     |
| Isfara              | Isfara      | 11.º     |
| Khayr Vahdat        | Vahdat      | 7.º      |
| Khosilot Farkhor    | Farkhar     | (N)      |
| Mohir               | Yavan       | (N)      |
| Panjshir            | Kolkhozabad | 8.º (PD) |
| Ravshan Kulob       | Kulob       | 6.º      |
| Ravshan Zafarobod   | Zafarobod   | (N)      |
| Saroykamar Panj     | Panj        | 8.º      |
| Shohmansur Dushanbe | Dusambé     | 13.º     |

## Títulos por club
| Club                   | Campeón | Años campeón     |
| ---------------------- | ------- | ---------------- |
| Saroykamar Panj        | 3       | 2009, 2013, 2014 |
| FC Panjshir            | 2       | 2012, 2016       |
| Ravshan Kulob          | 2       | 2007, 2020       |
| Khosilot Farkhor       | 2       | 2015, 2022       |
| Hima Dushanbe          | 1       | 2004             |
| Oriyono Dushanbe       | 1       | 2005             |
| Barkchi                | 1       | 2006             |
| FC Istiklol            | 1       | 2008             |
| FC RTSU                | 1       | 2010             |
| Zarafshon Pendjikent   | 1       | 2011             |
| Kuktosh Rudaki         | 1       | 2017             |
| FK Istaravshan         | 1       | 2018             |
| FC Lokomotiv-Pamir     | 1       | 2019             |
| Regar-TadAZ Tursunzoda | 1       | 2021             |